# La Cadière-d'Azur
Pour les articles homonymes, voir Cadière.
La Cadière-d'Azur est une commune française située dans le département du Var en région Provence-Alpes-Côte d'Azur.

## Géographie

### Localisation
La Cadière-d'Azur est un village fortifié situé sur une colline, face au Castellet.
Entourée de vignes, la commune fait partie de l'appellation Côtes de Provence, AOC Bandol.
Elle fait partiellement partie du nouveau parc naturel régional de la Sainte-Baume, créé par décret du 20 décembre 2017.

### Voies de communications et transports

#### Voies routières
La Cadière-d'Azur est accessible par la route départementale D 26 depuis Le Beausset, ou la D 559 depuis Bandol. La sortie de l'autoroute A50 la plus proche est la  11 (depuis Toulon ou Marseille).

#### Transports en commun
- Transport en Provence-Alpes-Côte d'Azur

#### Lignes SNCF
- Gare de Toulon,
- Gare de Marseille-Saint-Charles,
- Gare de Nice-Ville.

#### Transports urbains
La Cadière-d'Azur est desservie par trois lignes de bus, qui relient la commune aux villes voisines :
- Le Beausset - Bandol - La Ciotat ;
- Signes - Le Castellet - Le Beausset - Toulon ;
- Signes - Le Beausset - La Seyne-sur-Mer.

#### Transports aériens
Les aéroports les plus proches sont :
- l'aéroport de Toulon-Hyères ;
- l'aéroport de Marseille Provence ;
- l'aéroport de Nice-Côte d'Azur.

#### Ports
- Ports en Provence-Alpes-Côte d'Azur :
  - Rade de Toulon,
  - Port Lympia (port de Nice),
  - Port de Marseille,
  - Port Hercule (port de Monaco).

### Lieux-dits et hameaux
En dehors du village, la commune compte plusieurs lieux-dits, comme Saint-Côme, la Noblesse, les Costes, les Luquettes, le Moutin.

### Géologie et relief[3]

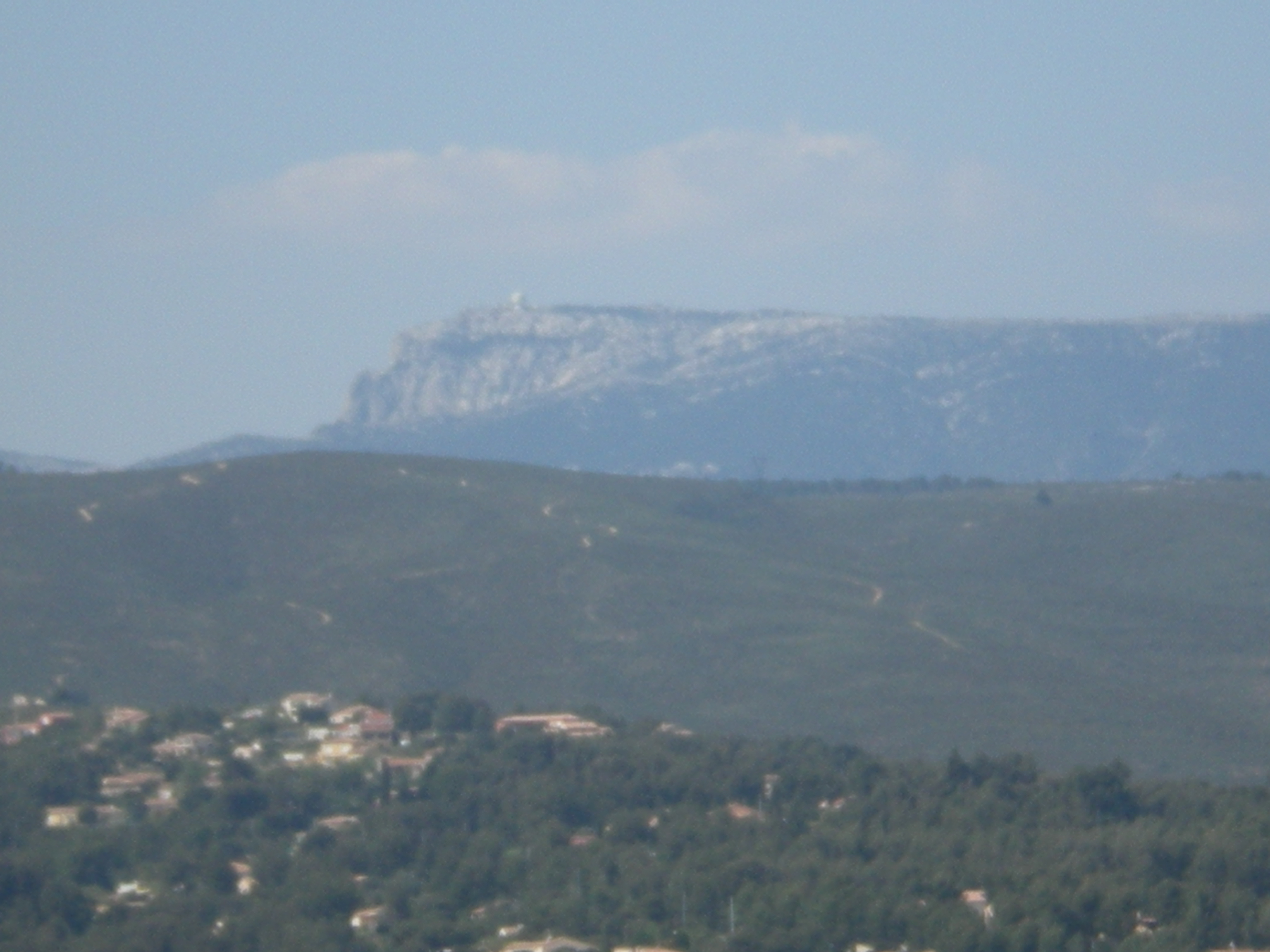
La Sainte-Baume vue de la Cadière.

La topographie de La Cadière-d'Azur se caractérise par une alternance de plaines agricoles, de collines cultivées ou boisées, et par le village médiéval. Le point culminant de la commune, à 442 mètres d'altitude, se trouve dans le massif boisé de la Sainte-Baume, au sud duquel s’étend la plaine agricole des Paluns. Au centre du territoire, le village, perché sur le promontoire rocheux du Défends, fait face à la commune voisine du Castellet et est bordé par la forêt communale du Défends. Plus au sud, on trouve le vallon agricole de Saint-Côme, suivi des collines boisées partagées avec les communes de Bandol et de Saint-Cyr-sur-Mer,.

#### Localisation géographique
La commune est répartie entre deux bassins distincts :
- Le bassin du Beausset, qui couvre 90 % du territoire, se situe au nord. Ce bassin sédimentaire forme une vaste dépression de 35 km de longueur pour 13 km de largeur, orientée selon un axe est-nord-est/ouest-sud-ouest. Il est délimité au nord par les reliefs de Carpiagne et de la Sainte-Baume, à l’est par le plateau de Siou-Blanc-Morières, au sud par les reliefs du Mont Caume, du Croupatier et du Gros-Cerveau. À l’ouest, il s’ouvre sur la mer Méditerranée, par la baie de Saint-Cyr-sur-Mer et La Ciotat, prolongée par les falaises du Cap Canaille et la côte des Calanques.
- Le bassin de Bandol, qui représente 10 % du territoire, se trouve au sud et inclut les quartiers de Fontanieu, Pibarnon, Marenc et Colle de Reyne[3].

#### Zones géologiques[3]
La commune peut être divisée en cinq zones distinctes :
1. Secteur collinaire à l’est et au nord : composé de grès, de conglomérats et de marnes du Santonien-Coniacien, ainsi que de grès du Baguier. Au nord, un banc de marnes de Ceyreste et des grès du Coniacien-Turonien est présent. Les collines atteignent une altitude maximale de 462 mètres (La Brûlade)[3].
2. Mamelon central : constitué principalement de calcaires à Rudistes/Hippuritoida.
3. Zone collinaire au sud : dominée par La Vigie (324 mètres), composée de couches géologiques allant du Santonien-Coniacien au Muschelkalk, avec des affleurements de Keuper et de Gargasien sur les versants sud.
4. Dépressions entre les zones collinaire et centrale : celle à l’ouest correspond à une terrasse antéwurnienne, tandis que celle à l’est est formée d’alluvions anoiennes.
5. Vallée méridionale : une étroite vallée d’alluvions anoiennes sépare le mamelon central des collines méridionales. Elle est reliée à la dépression occidentale par un étroit passage et s’étend ensuite vers l’est et l’ouest, jusqu’à la mer Méditerranée.

### Sismicité
La Cadière-d'Azur est en zone sismique faible.

### Hydrographie et eaux souterraines
Plusieurs cours d'eau arrosent La Cadière-d'Azur :
- le Grand Vallat[6], fleuve côtier de 16,1 km, prenant sa source sur la commune ;
- la Salle[7], fleuve côtier de 6,2 km, ainsi que ses affluents, le Dégoutant[8] et le Fainéant[9].

La commune dispose de 5 puits, 1 source et 2 forages.

### Climat
Pour des articles plus généraux, voir Climat de Provence-Alpes-Côte d'Azur et Climat du Var.
En 2010, le climat de la commune est de type climat méditerranéen franc, selon une étude du Centre national de la recherche scientifique s'appuyant sur une série de données couvrant la période 1971-2000. En 2020, Météo-France publie une typologie des climats de la France métropolitaine dans laquelle la commune est exposée à un climat méditerranéen et est dans la région climatique  Provence, Languedoc-Roussillon, caractérisée par une pluviométrie faible en été, un très bon ensoleillement (2 600 h/an), un été chaud (21,5 °C), un air très sec en été, sec en toutes saisons, des vents forts (fréquence de 40 à 50 % de vents > 5 m/s) et peu de brouillards.
Pour la période 1971-2000, la température annuelle moyenne est de 14,8 °C, avec une amplitude thermique annuelle de 14,8 °C. Le cumul annuel moyen de précipitations est de 639 mm, avec 6,9 jours de précipitations en janvier et 1,3 jours en juillet. Pour la période 1991-2020, la température moyenne annuelle observée sur la station météorologique de Météo-France la plus proche, « Le Castellet », sur la commune du Castellet à 2 km à vol d'oiseau, est de 13,7 °C et le cumul annuel moyen de précipitations est de 689,7 mm. 
La température maximale relevée sur cette station est de 37,1 °C, atteinte le 5 août 2017 ; la température minimale est de −11 °C, atteinte le 7 mars 1971,,.
| Mois                                  | jan.          | fév.          | mars           | avril           | mai             | juin          | jui.         | août           | sep.          | oct.            | nov.            | déc.            | année     |
| ------------------------------------- | ------------- | ------------- | -------------- | --------------- | --------------- | ------------- | ------------ | -------------- | ------------- | --------------- | --------------- | --------------- | --------- |
| Température minimale moyenne (°C)     | 2,3           | 2             | 4,4            | 7               | 10,8            | 14,7          | 17,1         | 17,1           | 13,6          | 10,4            | 6,1             | 3,2             | 9,1       |
| Température moyenne (°C)              | 6,4           | 6,5           | 9,2            | 11,8            | 15,8            | 19,9          | 22,6         | 22,5           | 18,4          | 14,6            | 10              | 7,2             | 13,7      |
| Température maximale moyenne (°C)     | 10,5          | 11            | 13,9           | 16,6            | 20,9            | 25,2          | 28,1         | 27,9           | 23,2          | 18,8            | 13,9            | 11,1            | 18,4      |
| Record de froid (°C) date du record   | −9 04.01.1971 | −9,5 11.02.12 | −11 07.03.1971 | −4 05.04.1975   | −0,3 05.05.1991 | 5 02.06.1975  | 7 16.07.1970 | 7,5 21.08.1972 | 3 21.09.1977  | −2,7 30.10.1997 | −7 23.11.1998   | −8,6 30.12.05   | −11 1971  |
| Record de chaleur (°C) date du record | 20,4 06.01.13 | 21,1 03.02.20 | 24,1 21.03.02  | 26,9 27.04.1992 | 31,6 12.05.12   | 35,3 28.06.19 | 36 19.07.23  | 37,1 05.08.17  | 32,3 04.09.23 | 28,2 28.10.06   | 23,5 03.11.1977 | 21,5 10.12.1978 | 37,1 2017 |
| Précipitations (mm)                   | 72,8          | 43,7          | 47,9           | 63,8            | 48,4            | 31,4          | 12,1         | 22,1           | 80            | 95,1            | 102,9           | 69,5            | 689,7     |

| Diagramme climatique                                  |         |             |           |              |              |              |              |            |              |              |             |
| J                                                     | F       | M           | A         | M            | J            | J            | A            | S          | O            | N            | D           |
| 10,52,372,8                                           | 11243,7 | 13,94,447,9 | 16,6763,8 | 20,910,848,4 | 25,214,731,4 | 28,117,112,1 | 27,917,122,1 | 23,213,680 | 18,810,495,1 | 13,96,1102,9 | 11,13,269,5 |
| Moyennes : • Temp. maxi et mini °C • Précipitation mm |         |             |           |              |              |              |              |            |              |              |             |

Les paramètres climatiques de la commune ont été estimés pour le milieu du siècle (2041-2070) selon différents scénarios d'émission de gaz à effet de serre à partir des nouvelles projections climatiques de référence DRIAS-2020. Ils sont consultables sur un site dédié publié par Météo-France en novembre 2022.

## Toponymie
Le nom est la francisation du provençal la Cadiera (norme classique) ou la Cadiero (norme mistralienne). Il existe deux mots homophones en provençal, d'où deux sens possibles.
1. la cadiera / la cadiero : «la chaise». Certaines chartes médiévales désignaient le village sous le nom latin de cathedra[18].
2. la cadiera / la cadiero : «lieu planté de genévriers», le genévrier se disant lo cade / lou cade. De fait, le genévrier y était cultivé.

Il est par ailleurs possible que les deux sens se soient renforcés mutuellement.
"D'azur" est un ajout administratif sans origine locale.

## Histoire
Des traces d'habitations préhistoriques ont été trouvées sur la commune, comme des silex taillés, notamment dans les quartiers des Luquettes et des Paluns,. Des fouilles au quartier de Fontanieu indiquent un petit habitat Celto Ligure remontant au dernier quart du VIème siècle av JC. Durant les siècles suivant, au second âge du fer, autour du IIème siècle av JC les populations s’installent dans la plaine des Paluns et le vallon de Saint-Jean. Des fouilles ont également mis au jour plusieurs implantations romaines. L'évocation la plus ancienne de La Cadière se trouve dans un texte de donation de la chapelle Saint-Côme-et-Saint-Damien au moine de l'abbaye Saint-Victor de Marseille, dans un acte du 31 octobre 977.
En 1015, le comte de Provence cède au monastère de Saint-Victor ses droits sur une partie du terroir de La Cadière. Cette donation marque le début d'une série de contributions similaires, réalisées par des nobles et des particuliers fortunés, souvent pour s'acquitter de leurs dettes envers l'abbaye.
En 1212, la vicomté de Marseille est partagée entre les trois héritiers du dernier comte. La Cadière revient alors à sa fille unique, qui, par son mariage, intègre ces terres à la maison des Baux. Cependant, les conflits politiques et militaires affaiblissent cette dernière. En 1365, le seigneur des Baux, confronté à des rivalités internes et aux affrontements entre la maison de Toulouse, à laquelle il est lié, et le comte de Barcelone, renonce définitivement à ses droits sur La Cadière. Cette renonciation est officialisée en 1390.
À partir de cette date, l’abbaye de Saint-Victor devient l’unique seigneur de La Cadière, et ce statut perdurera jusqu’à la Révolution française.
Durant le Moyen Âge, les terres de La Cadière sont défrichées et cultivées, principalement en blé et en vigne, sur les deux rives du Défends. Les habitants pratiquent également l’élevage, le maraîchage et la fabrication de charbon de bois.
Le village de La Cadière remonte probablement au XIᵉ siècle, bien que peu de traces subsistent de ce premier noyau. Selon la tradition orale, un château ou une fortification aurait été érigé au XIIᵉ siècle à l’emplacement actuel de la chapelle Sainte-Madeleine, construite au XIVᵉ siècle et aujourd’hui transformée en habitation. Une seconde enceinte aurait été ajoutée au XIIIᵉ siècle pour protéger l’extension du village. L'église paroissiale est reconstruite en 1508, marquant une étape importante dans l’évolution du bourg.
Au XVIᵉ siècle, certaines terres sont vendues à des habitants, favorisant ainsi le développement du territoire. De nouvelles portes sont ouvertes dans les remparts, témoignant de l’expansion du village.
Charles IX passe la nuit du 4 au 5 novembre 1564 dans la ville lors de son tour de France royal (1564-1566), accompagné de la Cour et des Grands du royaume, son frère, le duc d’Anjou (futur Henri III), Henri de Navarre (futur Henri IV), les cardinaux de Bourbon et de Lorraine. Il y chasse notamment le sanglier.
En 1715, La Cadière se sépare administrativement du bourg de Bandol. L’église de Saint-Cyr devient une paroisse en 1808, et, en 1825, les hameaux de Saint-Cyr et des Lecques se regroupent pour former une commune indépendante.
Au XIXᵉ siècle, La Cadière connaît un développement rural typique de la région. La culture de l’olivier décline progressivement, particulièrement après les épisodes de gels sévères en 1929 et 1956. Parallèlement, les cultures de blé et de céréales prennent de l’ampleur, tandis que les productions de fleurs, de noisetiers, de figues et de câpres disparaissent.
Après la crise du phylloxéra, qui dévaste les vignobles à la fin du XIXᵉ siècle, le vignoble de La Cadière est reconstitué avec une attention particulière à la qualité. Ce travail aboutit à la création de l’appellation d’origine contrôlée (AOC) Bandol le 18 novembre 1941, renforçant la renommée de la région pour ses vins.
Le 20 août 1944, pendant la Seconde Guerre mondiale, La Cadière est libérée par ses habitants, avec le soutien d’une unité de Spahis. Cet événement se déroule avant la libération des villes voisines de Toulon et de Marseille.

## Politique et administration

### Liste des maires
| Période                                  | Période               | Identité                            | Étiquette    | Qualité |
| ---------------------------------------- | --------------------- | ----------------------------------- | ------------ | --- |
| 1790                                     | 1792                  | François Ganteaume                  |              | |
| 1792                                     | 1793                  | François-Laurent Gairouard          |              | |
| 1793                                     | 1800                  | Jean-Jacques Geyrard                |              | |
| 1800                                     | 1801                  | Jean-Baptiste Giraud                |              | |
| 1801                                     | 1808                  | Dominique Moin                      |              | Notaire |
| 1808                                     | 1812                  | Jean-Antoine Revest                 |              | Propriétaire |
| 1812                                     | 1815                  | Louis-Antoine Braquety              |              | Avocat |
| 1815                                     | 1815                  | Jean-Baptiste Beausset              |              | Ancien chef de bataillon |
| 1815                                     | 1816                  | Louis-Antoine Braquety              |              | Avocat |
| 1816                                     | 1822                  | François-Antoine Giraud             |              | Propriétaire |
| 1822                                     | 1826                  | Jean-Baptiste Henri Marie Bringuier |              | Marchand drapier |
| 1826                                     | 1829                  | Louis-Antoine Braquety              |              | Avocat |
| 1829                                     | 1836                  | Jean-François Mourre                |              | Ancien marchand toilier |
| 1836                                     | 1843                  | Jean-Jacques Gairoard               |              | Propriétaire |
| 1843                                     | 1848                  | François-Ambroise-Laurent Lieutaud  |              | Propriétaire |
| 1848                                     | 1860                  | Joseph-Corentin Lion                |              | Notaire |
| 1860                                     | 1863                  | François-Ambroise-Laurent Lieutaud  |              | Propriétaire |
| 1863                                     | 1870                  | Louis-Joseph-Isidore Cachard        |              | Négociant |
| 1870                                     | 1872                  | Marie-Jacques-Rupert Suquet         |              | Négociant en vins |
| 1872                                     | 1872                  | Urbain-Dominique Tassy              |              | Propriétaire |
| 1872                                     | 1878                  | Isidore Sicard                      |              | Médecin |
| 1878                                     | 1885                  | Jean-Baptiste Joseph Casimir Giraud |              | Notaire |
| 1885                                     | 1892                  | Amant Ricard                        |              | Notaire |
| 1892                                     | 1896                  | Joseph-Aude Icard                   |              | Propriétaire |
| 1896                                     | ?                     | Vincent Négrel                      |              | Propriétaire |
| Les données manquantes sont à compléter. |                       |                                     |              | |
| avril 1909                               | ?                     | Vincent Négrel                      | Socialiste   | Propriétaire Conseiller général du canton du Beausset (1901 → 1919) |
| novembre 1919                            | mai 1929              | Henri Jansoulin                     | SFIO         | Viticulteur, propriétaire |
| mai 1929                                 | juin 1929 (démission) | M. Pascal                           |              | |
| juillet 1929                             | 1941                  | Athanase Bonifay                    | SFIO         | Courtier en vins |
| Les données manquantes sont à compléter. |                       |                                     |              | |
| 1944                                     | mars 1955 (décès)     | Athanase Bonifay                    | SFIO         | Courtier en vins Conseiller général du canton du Beausset(1945 → 1955) |
| mai 1955                                 | mars 1983             | Émile Préboist                      | SFIO puis PS | Cultivateur |
| mars 1983                                | mars 1989             | Edmond Mori                         |              | |
| mars 1989                                | En cours              | René Jourdan                        | PCF          | Directeur de coopérative vinicole retraité Président de la CC Sud Sainte Baume (1995 → 2003) Vice-président de la CA Sud Sainte Baume 5e (? → 2020), 2e (2020 → 2021), 1er (2021 → ) Réélu pour le mandat 2020-2026 |
| Les données manquantes sont à compléter. |                       |                                     |              | |

## Urbanisme

### Typologie
Au 1er janvier 2024, La Cadière-d'Azur est catégorisée commune rurale à habitat dispersé, selon la nouvelle grille communale de densité à sept niveaux définie par l'Insee en 2022.
Elle appartient à l'unité urbaine de Toulon, une agglomération inter-départementale regroupant 27  communes, dont elle est une commune de la banlieue,,. Par ailleurs la commune fait partie de l'aire d'attraction de Marseille - Aix-en-Provence, dont elle est une commune de la couronne,. Cette aire, qui regroupe 115 communes, est catégorisée dans les aires de 700 000 habitants ou plus (hors Paris),.

### Occupation des sols
L'occupation des sols de la commune, telle qu'elle ressort de la base de données européenne d’occupation biophysique des sols Corine Land Cover (CLC), est marquée par l'importance des forêts et milieux semi-naturels (44,2 % en 2018), en diminution par rapport à 1990 (49,3 %). La répartition détaillée en 2018 est la suivante : 
cultures permanentes (33,2 %), milieux à végétation arbustive et/ou herbacée (28,3 %), forêts (15,9 %), zones urbanisées (14,8 %), zones agricoles hétérogènes (7,2 %), terres arables (0,6 %). L'évolution de l’occupation des sols de la commune et de ses infrastructures peut être observée sur les différentes représentations cartographiques du territoire : la carte de Cassini (XVIIIe siècle), la carte d'état-major (1820-1866) et les cartes ou photos aériennes de l'IGN pour la période actuelle (1950 à aujourd'hui).

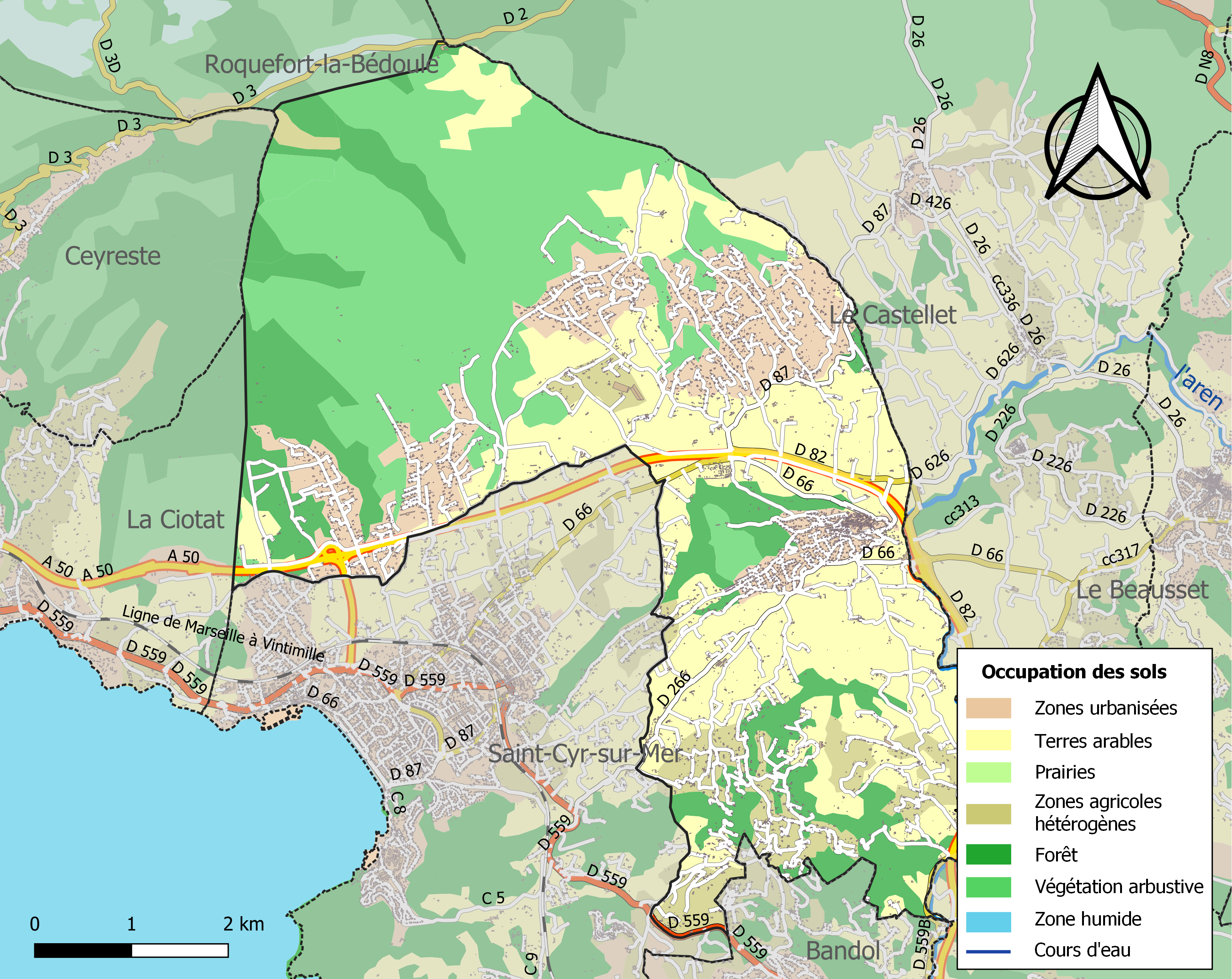
Carte des infrastructures et de l'occupation des sols de la commune en 2018 (CLC).

### Intercommunalité
La Cadière-d'Azur est l'une des neuf communes de la communauté d'agglomération Sud Sainte Baume.

### Budget et fiscalité
| Taxe                                                | Part communale | Part intercommunale | Part départementale | Part régionale |
| --------------------------------------------------- | -------------- | ------------------- | ------------------- | -------------- |
| Taxe d'habitation (TH)                              | 8,05 %         | 0,00 %              | 6,15 %              | 0,00 %         |
| Taxe foncière sur les propriétés bâties (TFPB)      | 20,90 %        | 0,00 %              | 7,43 %              | 2,36 %         |
| Taxe foncière sur les propriétés non bâties (TFPNB) | 62,60 %        | 0,00 %              | 23,44 %             | 8,85 %         |
| Taxe professionnelle (TP)                           | 14,89 %        | 0,00 %              | 8,55 %              | 3,84 %         |

### Budget et fiscalité 2016
En 2016, le budget de la commune était constitué ainsi :
- total des produits de fonctionnement : 4 625 000 €, soit 830 € par habitant ;
- total des charges de fonctionnement : 424 000 €, soit 761 € par habitant ;
- total des ressources d’investissement : 1 236 000 €, soit 222 € par habitant ;
- total des emplois d’investissement : 1 447 000 €, soit 260 € par habitant.
- endettement : 1 847 000 €, soit 331 € par habitant.

Avec les taux de fiscalité suivants :
- taxe d’habitation : 8,05 % ;
- taxe foncière sur les propriétés bâties : 20,90 % ;
- taxe foncière sur les propriétés non bâties : 62,90 % ;
- taxe additionnelle à la taxe foncière sur les propriétés non bâties : 0,00 % ;
- cotisation foncière des entreprises : 0,00 %.

Chiffres clés Revenus et pauvreté des ménages en 2012 : Médiane en 2014 du revenu disponible, par unité de consommation : 24 542 €.

## Population et société

### Démographie

#### Évolution démographique
L'évolution du nombre d'habitants est connue à travers les recensements de la population effectués dans la commune depuis 1793. Pour les communes de moins de 10 000 habitants, une enquête de recensement portant sur toute la population est réalisée tous les cinq ans, les populations de référence des années intermédiaires étant quant à elles estimées par interpolation ou extrapolation. Pour la commune, le premier recensement exhaustif entrant dans le cadre du nouveau dispositif a été réalisé en 2008.

En 2022, la commune comptait 5 657 habitants, en évolution de +2,17 % par rapport à 2016 (Var : +4,98 %, France hors Mayotte : +2,11 %).
| 1793  | 1800  | 1806  | 1821  | 1831  | 1836  | 1841  | 1846  | 1851  |
| ----- | ----- | ----- | ----- | ----- | ----- | ----- | ----- | ----- |
| 4 215 | 4 766 | 4 579 | 4 951 | 2 616 | 2 434 | 2 394 | 2 544 | 2 531 |

| 1856  | 1861  | 1866  | 1872  | 1876  | 1881  | 1886  | 1891  | 1896  |
| ----- | ----- | ----- | ----- | ----- | ----- | ----- | ----- | ----- |
| 2 338 | 2 246 | 2 291 | 2 144 | 2 126 | 1 717 | 1 803 | 1 746 | 1 760 |

| 1901  | 1906  | 1911  | 1921  | 1926  | 1931  | 1936  | 1946  | 1954  |
| ----- | ----- | ----- | ----- | ----- | ----- | ----- | ----- | ----- |
| 1 786 | 1 750 | 1 731 | 1 651 | 1 560 | 1 509 | 1 530 | 1 393 | 1 514 |

| 1962  | 1968  | 1975  | 1982  | 1990  | 1999  | 2006  | 2008  | 2013  |
| ----- | ----- | ----- | ----- | ----- | ----- | ----- | ----- | ----- |
| 1 587 | 1 589 | 2 044 | 2 410 | 3 139 | 4 239 | 5 039 | 5 264 | 5 487 |

| 2018  | 2022  | - | - | - | - | - | - | - |
| ----- | ----- | - | - | - | - | - | - | - |
| 5 563 | 5 657 | - | - | - | - | - | - | - |

## Économie

### Revenus de la population et fiscalité
En 2010, le revenu fiscal médian par ménage était de 38 868 €, ce qui plaçait La Cadière-d'Azur au 3 119e rang parmi les 31 525 communes de plus de 39 ménages en métropole et au second rang du département du Var après Le Revest-les-Eaux (39 234 €).

### Industrie
- Fours à cade[43].

### Tourisme
Le caractère médiéval du village, situé à 5 kilomètres des plages de la Méditerranée, permet une activité touristique importante. L'offre d'hébergement touristique est variée, avec la présence d'hôtels, de campings et de gîtes.

### Agriculture
L’agriculture de La Cadière-d'Azur est essentiellement centrée sur la viticulture. La cave coopérative de la Cadiérenne,, ainsi que celle du moulin de la Roque,
et plusieurs domaines sont producteurs de vins de Bandol et de Côtes-de-provence AOC.
La production oléicole est également présente sur la commune, où deux moulins à huile sont installés.

## Équipements et services

### Enseignement
Les élèves de La Cadière d'Azur commencent leurs études à l'école maternelle (3 classes) et l'école primaire (10 classes) de la commune. Le collège le plus proche est celui du Castellet. Les lycées les plus proches se situent à Ollioules, et à La Ciotat (Bouches-du-Rhône).

### Sports
La Cadière d'Azur possède un complexe sportif où l'on peut retrouver un terrain de football en gazon synthétique, deux courts de tennis ainsi qu'un terrain de basket-ball.

### Santé
Trois médecins généralistes sont installés sur la commune, ainsi que deux dentisteset une pharmacie. Les hôpitaux les plus proches se trouvent à La Seyne-sur-Mer et La Ciotat.

## Vie locale

### Cultes
La paroisse Saint-André de La Cadière-d'Azur dépend du diocèse de Fréjus-Toulon, doyenné de Bandol.

### Environnement
La Cadière-d'Azur ne dispose pas de déchèterie. Les habitants doivent donc se rendre à celle de Saint-Cyr-sur-Mer.
La commune bénéficie de la station d'épuration intercommunale de 30 000 Équivalent-habitant, de Le Castellet.

## Culture locale et patrimoine

### Culture
Un musée, La Maison du terroir et du patrimoine, est consacré à l'histoire et au patrimoine de la commune et de sa région. En plus des expositions permanentes et temporaires à destination des Varois et des touristes, cet espace organise des conférences, ainsi que des ateliers pour les scolaires.

### Lieux et monuments
De nombreuses informations sur les monuments et l'historique du village sont sur le site officiel

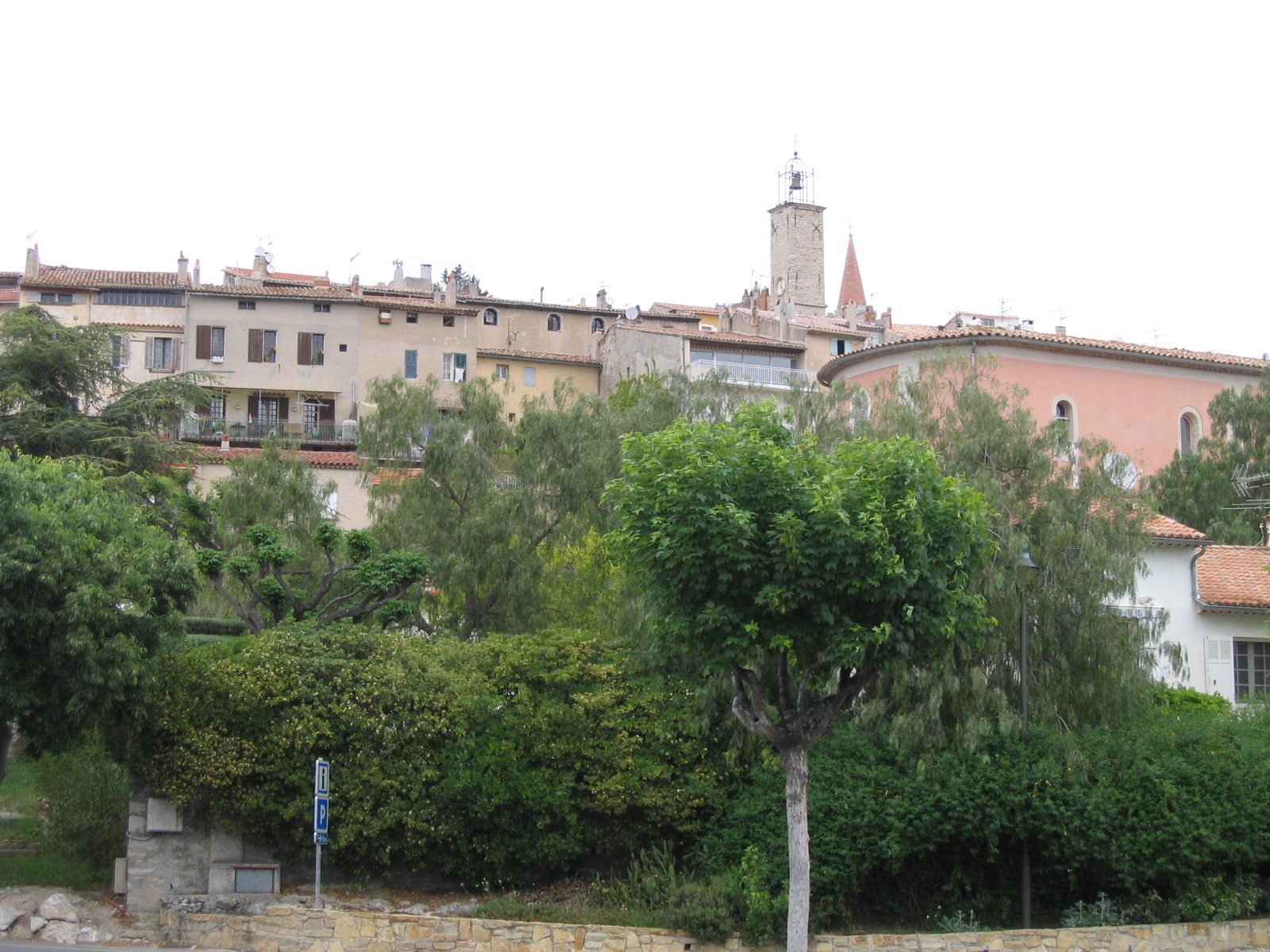
Vue générale.
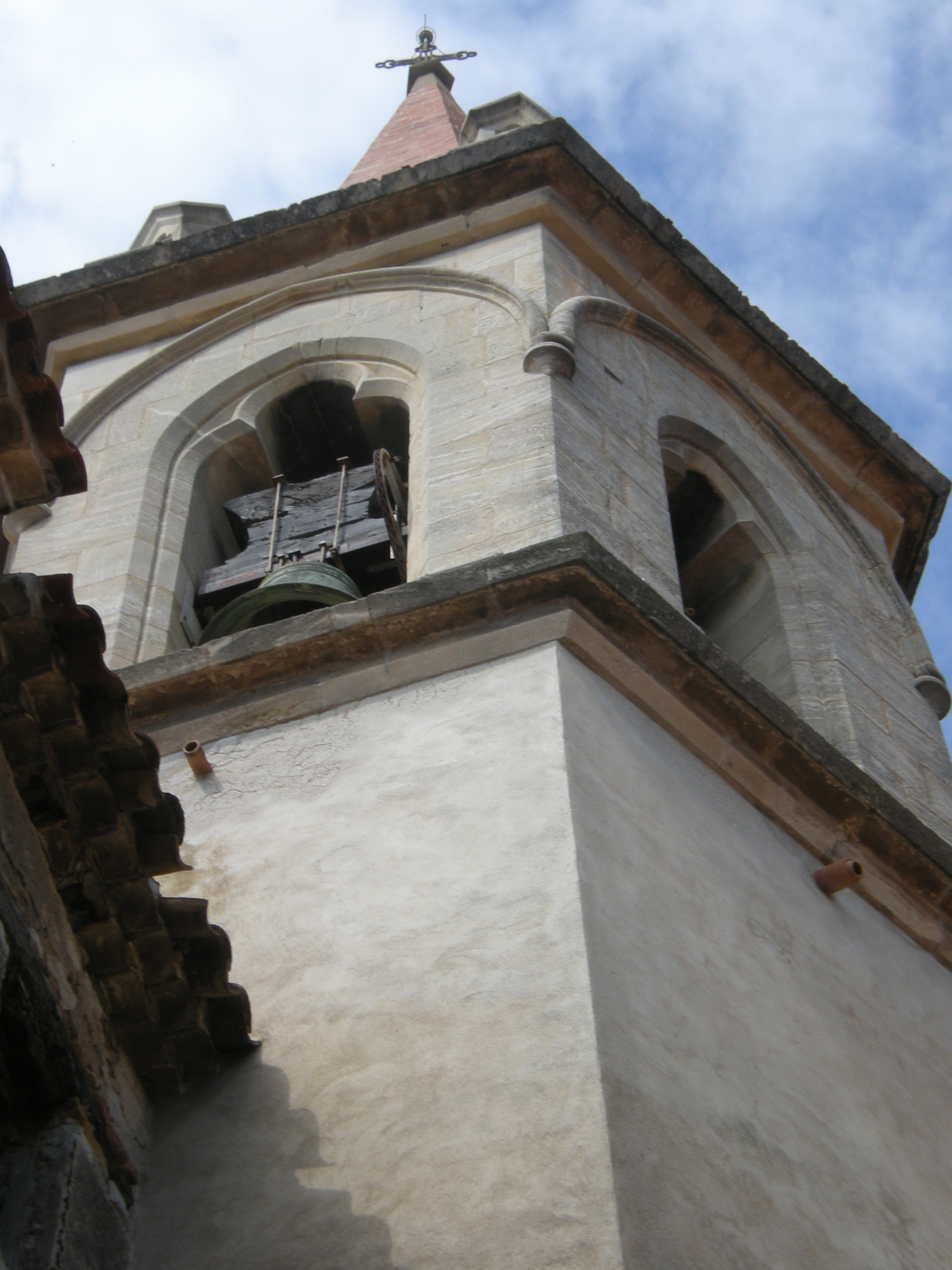
L'église Saint-André.
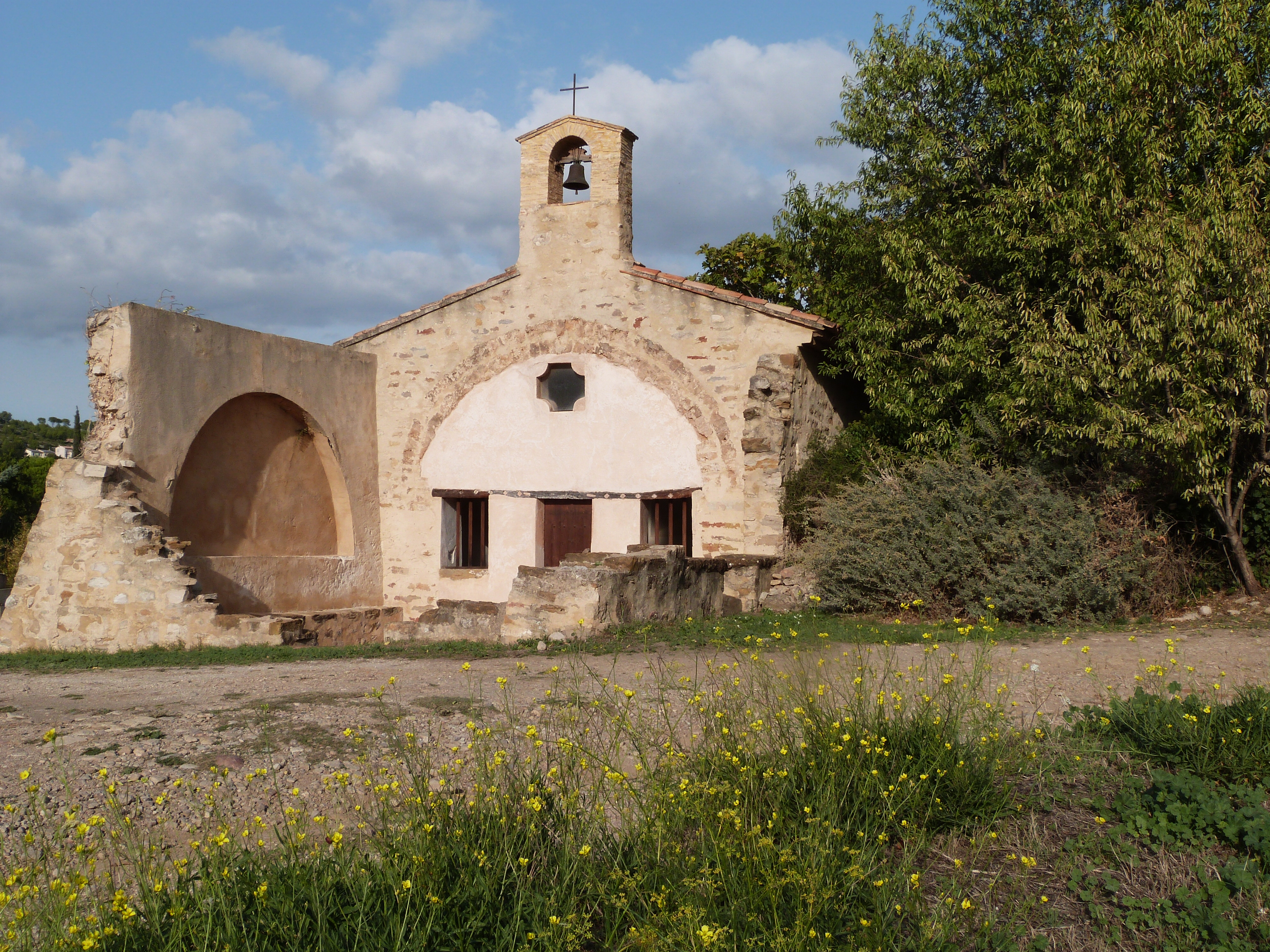
Chapelle Saint-Côme-et-Saint-Jean.
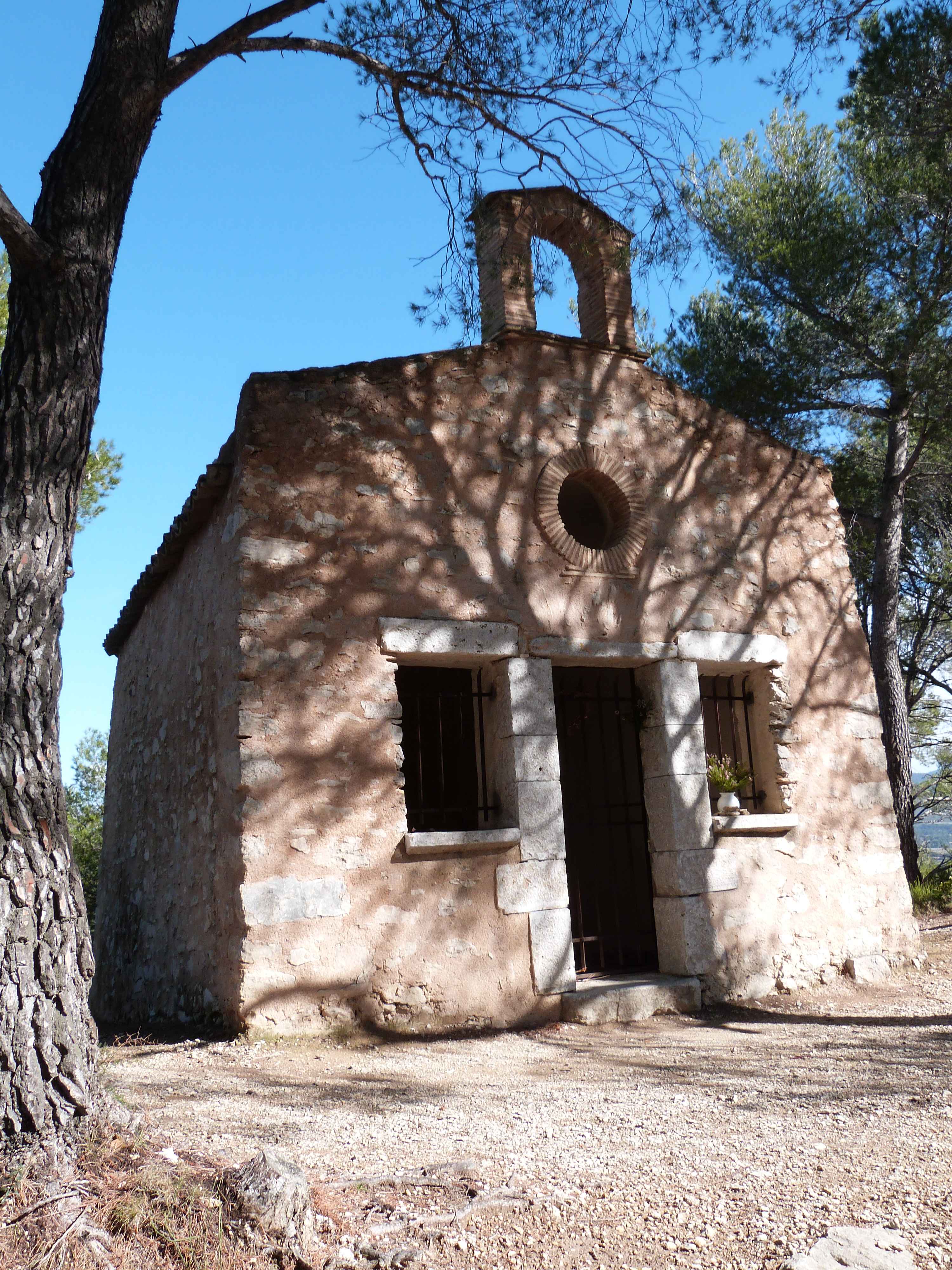
Chapelle Sainte-Croix.

### Patrimoine religieux
- Église Saint-André et ses cloches de 1458[58] et 1637[59],
- Chapelle Saint-Côme-et-Saint-Damien[60],
- Chapelle Sainte-Magdeleine[61],
- Chapelle Sainte-Anne,
- Chapelle des Pénitents-Blancs,
- Oratoires et calvaires.

### Patrimoine civil
- Maisons médiévales de la rue de l'Horloge,
- Porte Saint-Jean, porte de la Colle et porte Mazarine,
- Tour de l'Horloge,
- Fontaine Saint-Jean[62].
- Monument aux morts[63].

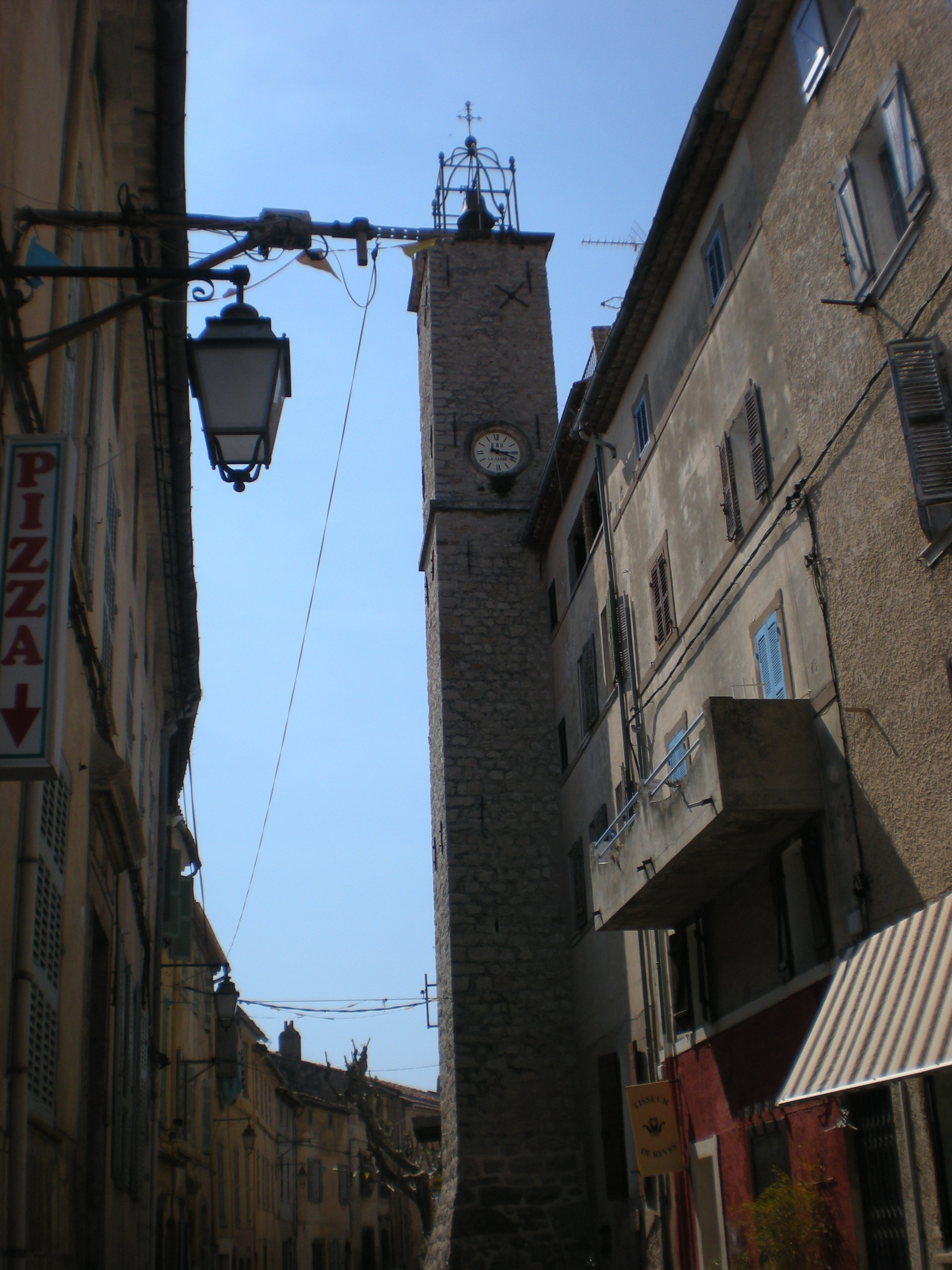
La tour de l'Horloge.
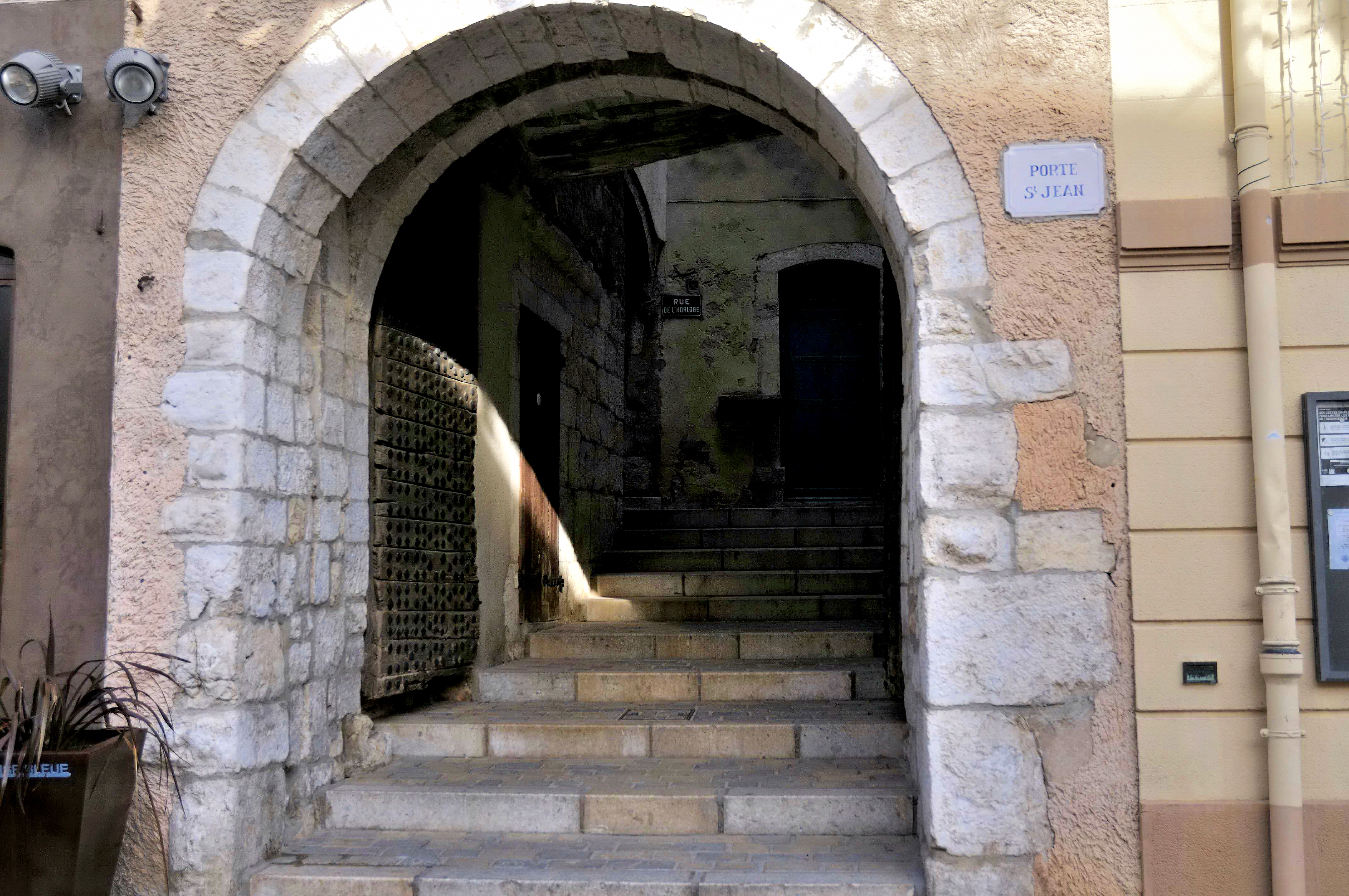
Porte Saint-Jean.
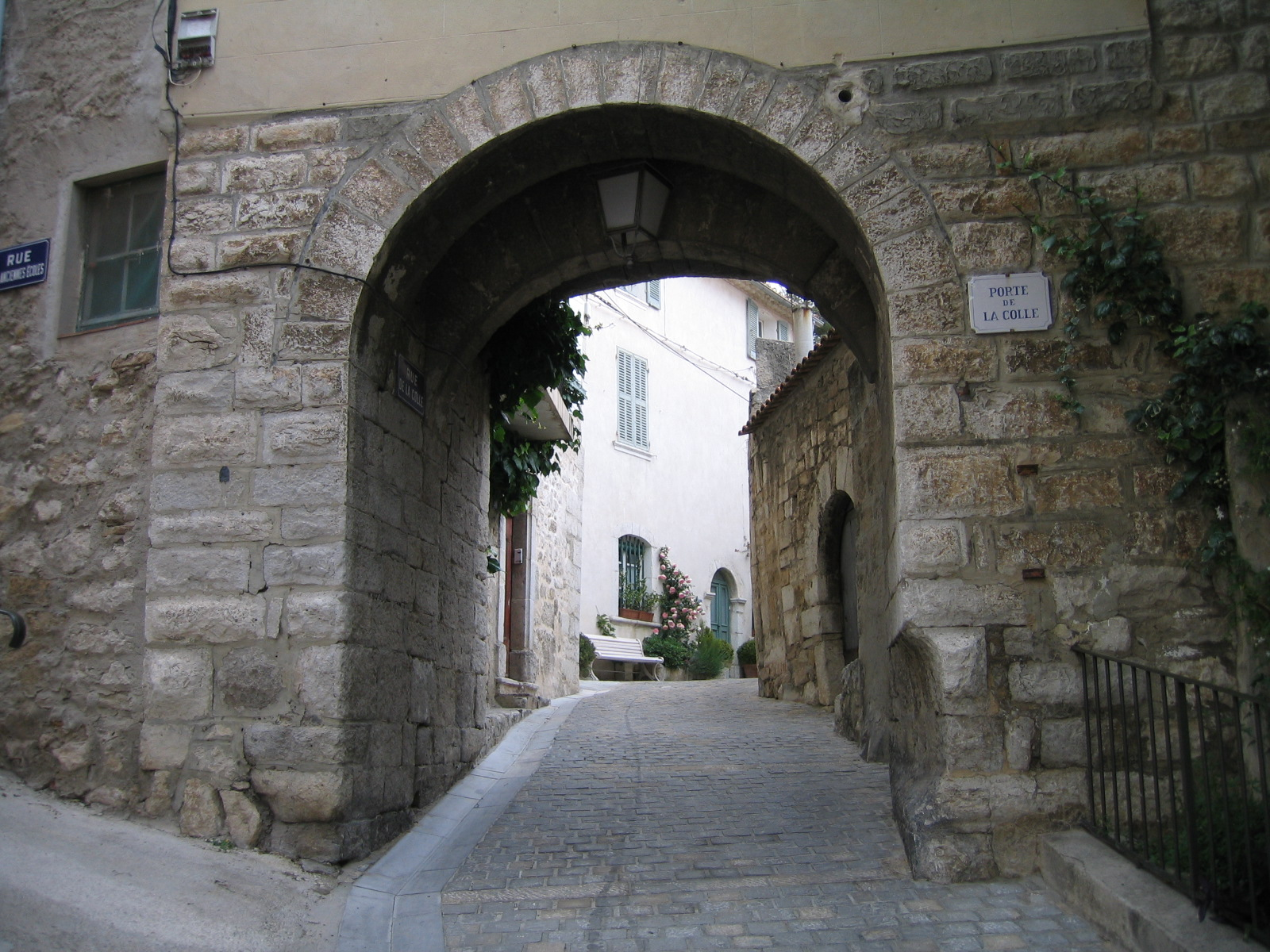
Porte de la Colle.
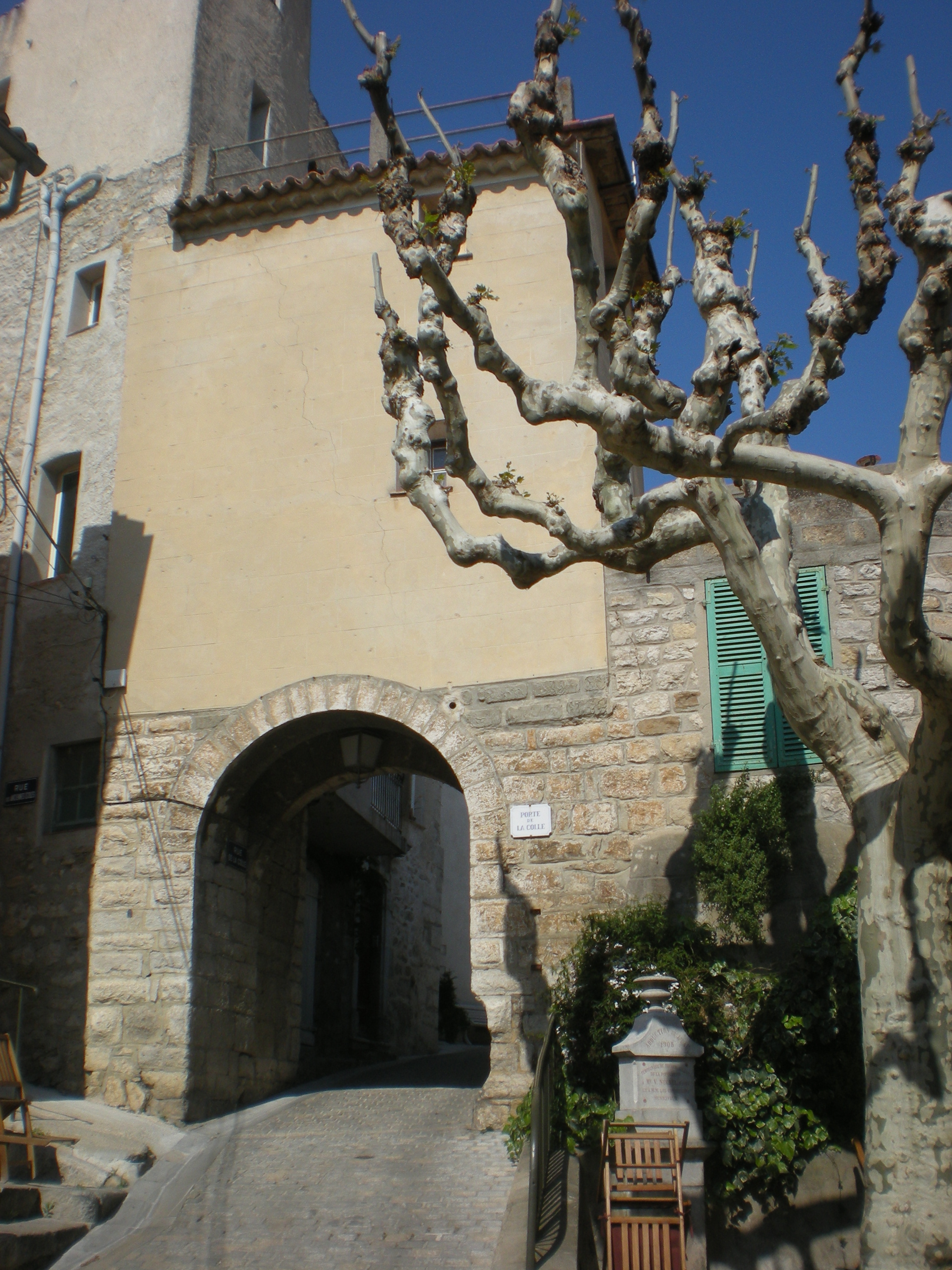
La porte de la Colle.
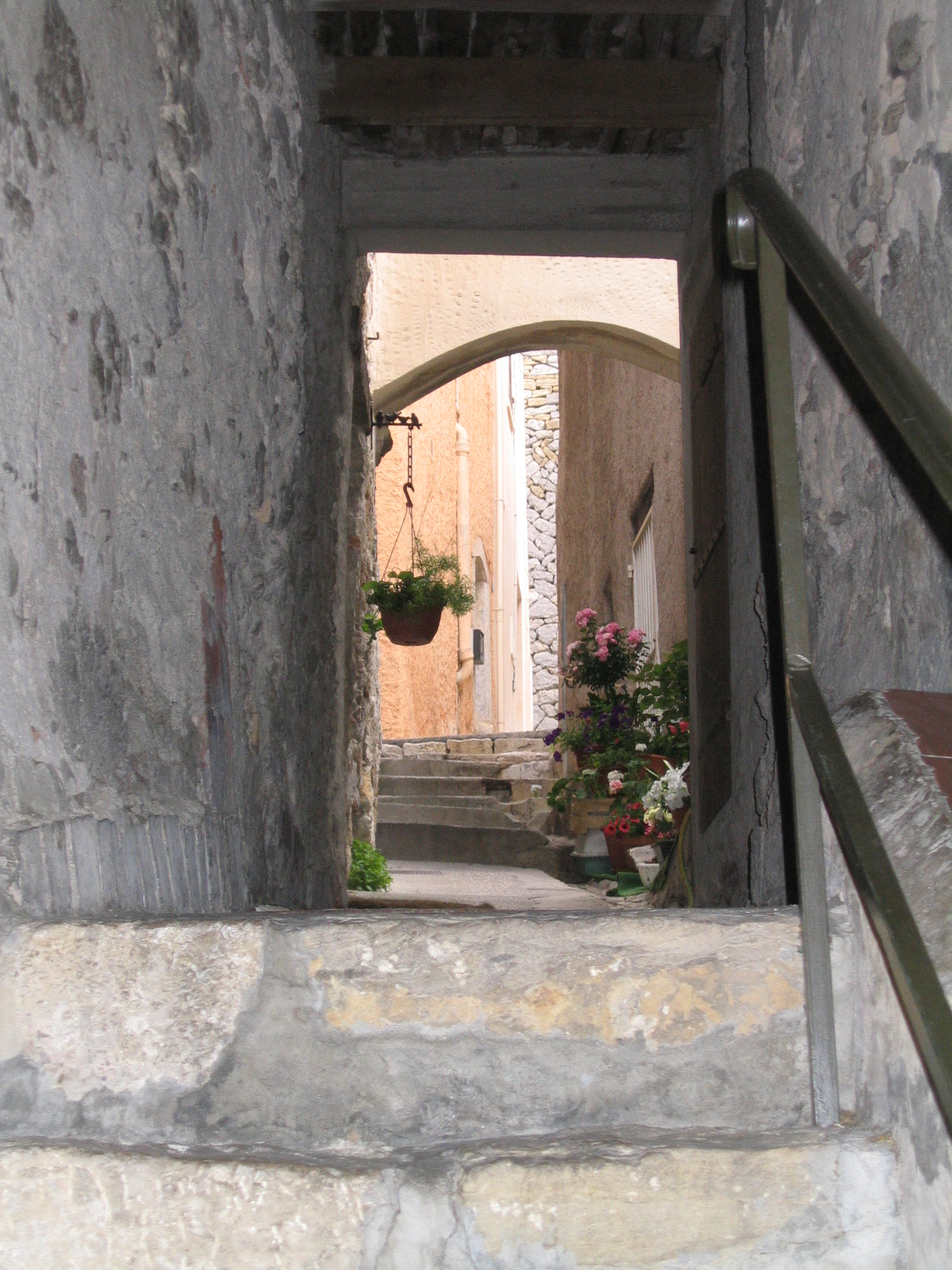
Entrée d'une ruelle.
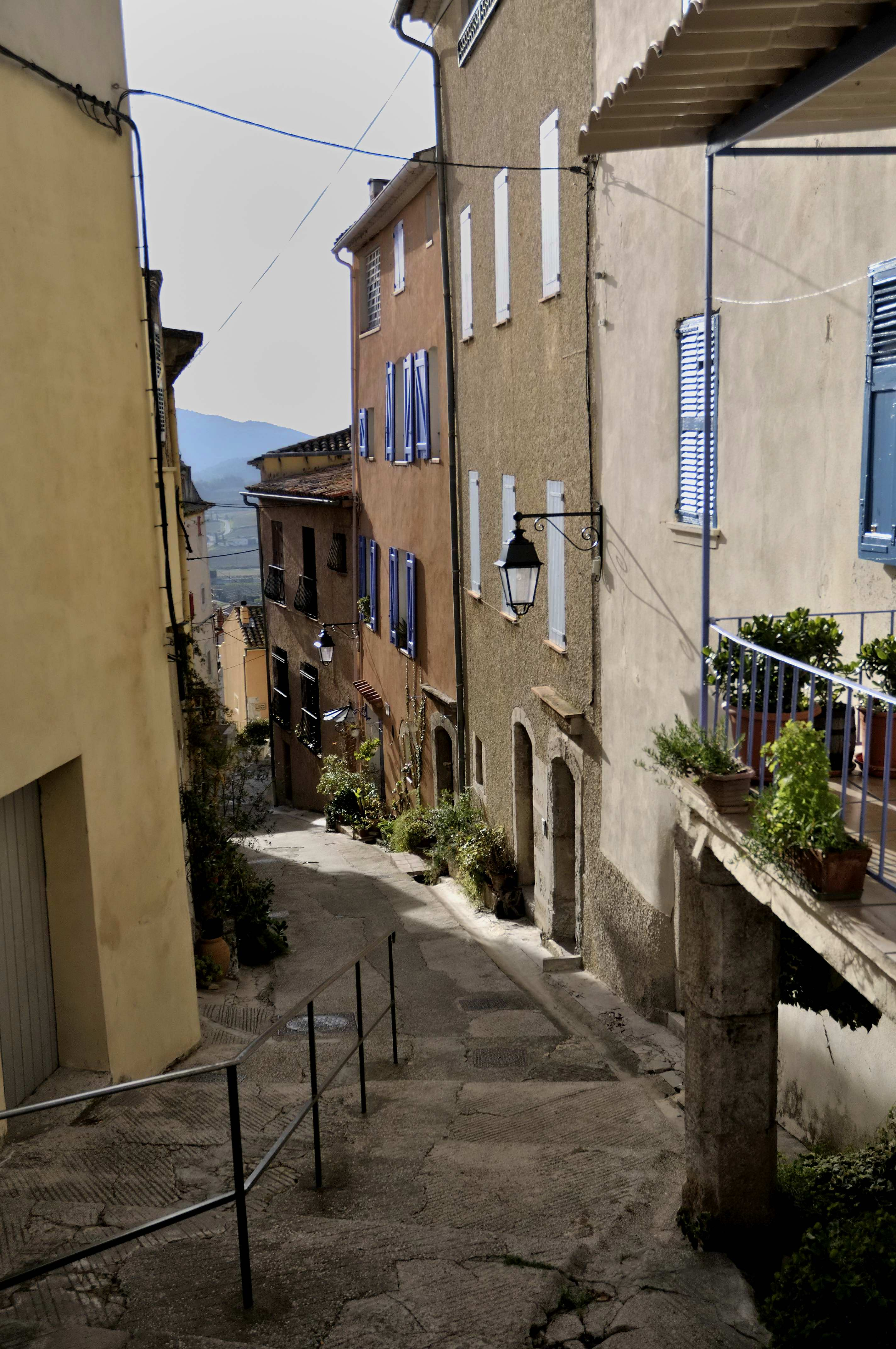
Ruelle du village.
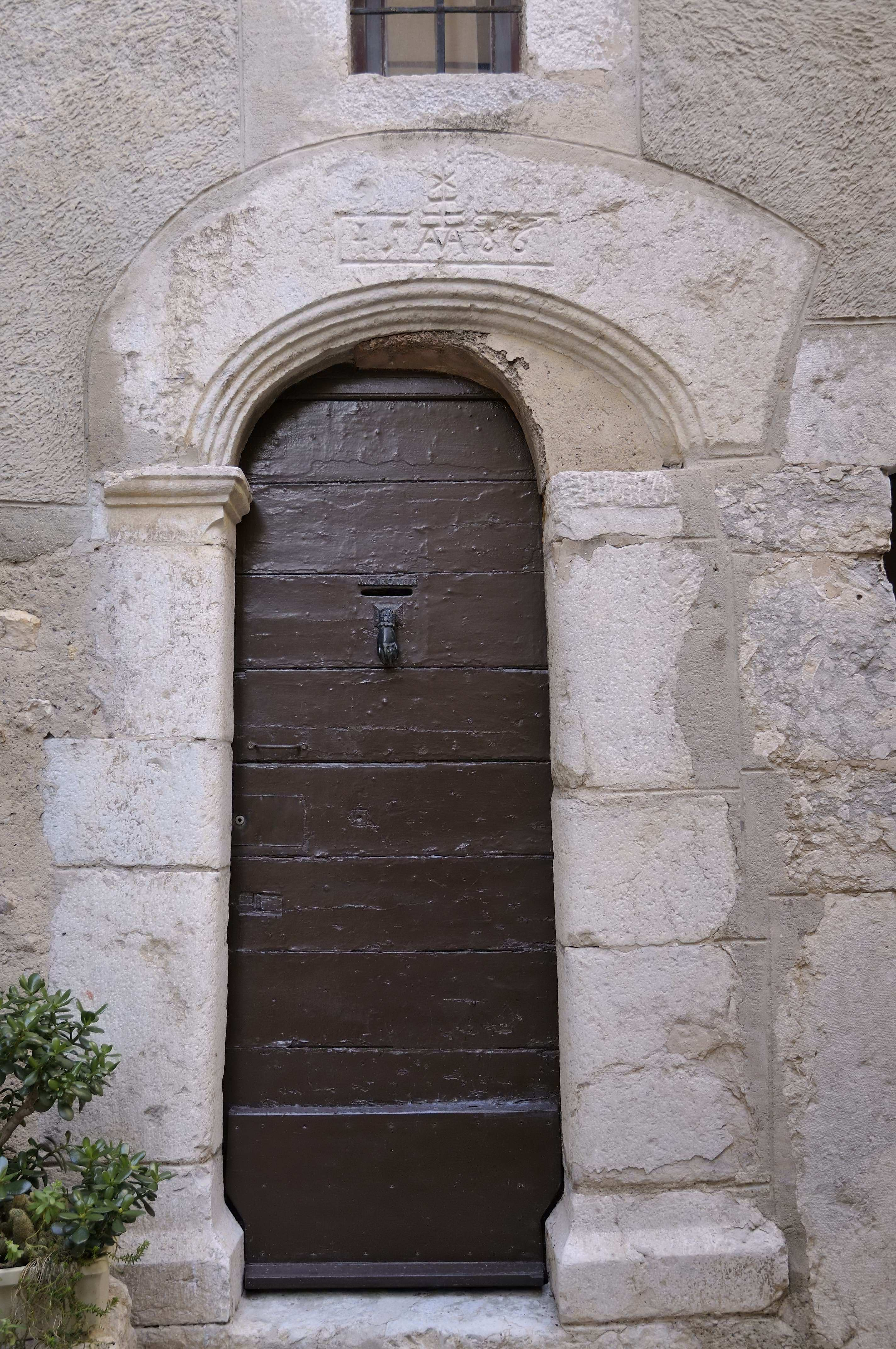
Vieille porte.
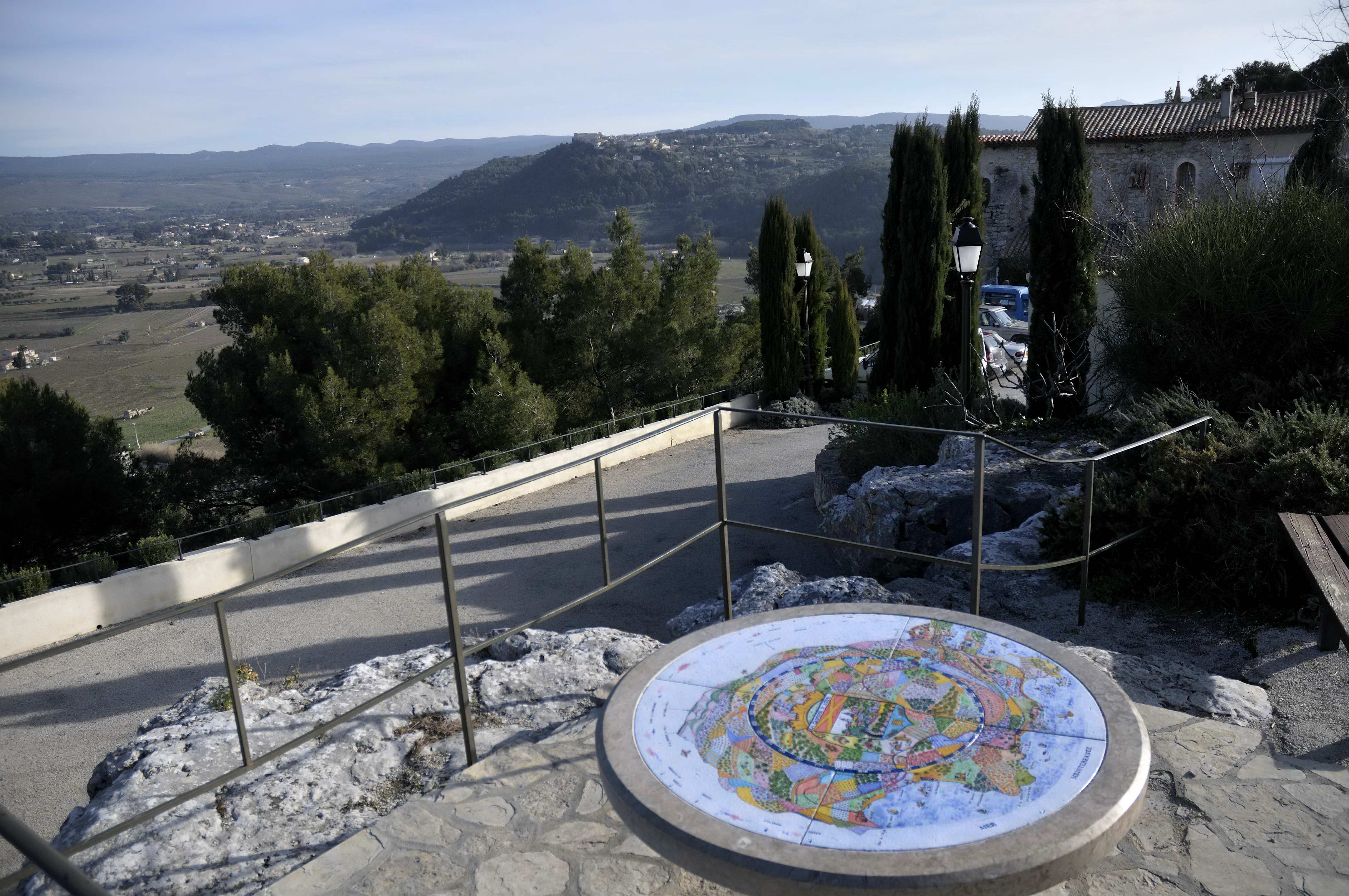
Vue sur le Castellet.

### Héraldique
| Blason de La Cadière-d'Azur | Blason  | D'azur au tabouret d'or; au chef cousu de gueules chargé d’un sautoir d'or.                       |
| Blason de La Cadière-d'Azur | Détails | D'Hozier, De Bresc                                                                                |
| Blason de La Cadière-d'Azur | Alias   | D'azur à la chaire de prédicateur d'or, au chef cousu de gueules chargé d'un flanchis aussi d'or. |

### Personnalités liées à la commune
- Yves Alix (1890-1969), artiste peintre.
- Robert Bérard (1939), ancien footballeur.
- Jacques Busse (1922-2004), artiste peintre.
- Auguste Charlois (1864-1910), astronome.
- Pierre Dureau (1915-2006), résistant, Compagnon de la Libération.
- Christian d'Espic (1901-1978), artiste peintre-graveur.
- André Favory (1889-1937), peintre et graveur.
- André Lhote (1885-1962), artiste peintre.
- Gérard Serkoyan (1922-2004), chanteur d'opéra.
- Jacques Villon (1875-1963), artiste peintre et graveur.
- Robert Wogensky (1919-2019), artiste peintre.